# Wang Lian
En aquest nom xinès, el cognom és Wang.
Wang Lian, (mort el 223 EC), nom estilitzat Wen Yi (文儀), va ser un administrador civil de l'estat de Shu Han durant el període dels Tres Regnes de la història xinesa.

## Biografia
Wang Lian, era originari de NanYang. Va entrar al servei de Shu durant l'època de Liu Zhang i va tenir la posició de Zitong Lin.
Quan el primer governant (Liu Bei) va reclutar les seves tropes de Jiameng i va conduir els seus exèrcits cap al sud, Wang Lian va tancar fortament la ciutat i es va negar a rendir-se. En veure que ell era un home de principis, Liu Bei va tenir compassió d'ell. Després que la posició sobre Chengdu va ser assegurada, Lian fou fet Shi/She[什] 邡(?) Lin i va ser transferit a Guangdu on ell demostrà mèrits en els seus deures d'oficial. Llavors va ser promogut a Si Yan Xiao Wei (司鹽校尉) i va estar a càrrec dels ingressos de la sal i el finançament de ferro, els beneficis van ser tants que el país es beneficià en gran manera. Per tant, ell acuradament seleccionà un grup de gent amb talent perquè es convertiren en els seus subordinats. Lu Yi, Du Qi i Liu Gan va ser alguns d'eixos, ajudats per Wang Liang, ells van acabar sent tots oficials d'alt rang. El mateix Lian va ser ascendit a governador de Shu Jun, Xing Ye Jiang Jun (General de Negocis Creixents) i va continuar a càrrec de l'oficina de la sal.
En el primer any de Jian Xing (223 EC), ell va ser nomenat Coronel de la Cavalleria en Guarnició, Oficial Major de l'oficina del Primer Ministre i se li va donar el títol de Marquès del Districte de Pingyang.
En aquest moment, diverses prefectures del sud s'havien negat a sotmetre's, i llavors Zhuge Liang tenia intenció de dirigir una campanya personalment. Això no obstant, Wang Lian s'ho va impedir, i li va advertir:
Les terres del sud són estèrils i empesten amb la malària; és impropi per tu, un ministre d'alt rang que té cura dels regnes, d'arriscar la teva vida.
Zhuge Liang tenia por que cap ningú fóra capaç de manejar la situació com ell ho va fer i estava decidit a anar. Però, Wang Lian sovint el convencia amb la seva sinceritat, per tant Liang va canviar d'opinió i retardà la seva campanya. No gaire després, Wang Lian va morir i el seu fill, Wang Shan, el va succeir i va ser designat com a governador de Jiangyang.